# Casa Alessio
Casa Alessio è un edificio di Milano situato in via Lamberto De Bernardi al civico 1, nella zona di Porta Venezia.

## Storia e descrizione
L'edificio fu realizzato in stile Liberty su progetto di Giovanni Battista Bossi nel 1905. Il palazzo è un ottimo esempio di Liberty milanese influenzato dallo jugendstil di area germanica: il prospetto è scandito nella partitura centrale dalle linee sinuose sebbene austere tipiche dello stile tedesco, con finestroni alternativamente curvi e rettilinei decorati con inserzioni di mascheroni e decorazioni a tema vegetale. Nelle partiture laterali si trovano finestre con decorazioni tipicamente Liberty in cemento, con ferro battuto sui balconi.